# ترکی الخضیر (بازیکن فوتبال)
ترکی الخضیر (به عربی: ترکي الخضير؛ زادهٔ ۲۳ اوت ۱۹۸۷) یک بازیکن فوتبال اهل عربستان سعودی است.
از باشگاه‌هایی که در آن بازی کرده‌است می‌توان به باشگاه فوتبال الاتحاد و باشگاه فوتبال الانصار عربستان سعودی اشاره کرد.